# Mihail Sadoveanu

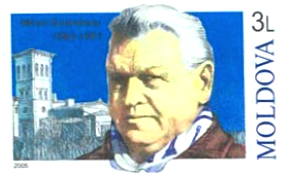
Mołdawski znaczek pocztowy z podobizną Mihaila Sadoveanu

Mihail Sadoveanu (ur. 5 listopada 1880 w Pașcani, zm. 19 października 1961 w Bukareszcie) – rumuński powieściopisarz, nowelista, dziennikarz i polityk (przewodniczący senatu od 1931 r., przewodniczący Prezydium Państwa w latach 1947–1948 oraz 1958).

## Życiorys
Sadoveanu należy do najpłodniejszych literacko pisarzy rumuńskich, znany jest przede wszystkim jako autor powieści historycznych i przygodowych. Kojarzony w początkowym okresie twórczości z tradycjonalistycznym środowiskiem artystycznym, skupionym wokół czasopisma Sămănătorul (zob. też sămănătorism), popularność zdobył jako przedstawiciel realizmu, bliski poglądom grupie tzw. poporanistów, interesujących się rodzimą kulturą ludową, lecz nie odrzucających obcych elementów kulturowych. Akcję swych utworów osadzał Sadoveanu najogólniej rzecz biorąc na obszarze Mołdawii jako regionu historycznego, chętnie i często sięgając po motywy, postacie i wydarzenia ze średniowiecznej, a także nowoczesnej historii Rumunii. Powstające na przestrzeni niemal półwiecza powieści pisarza są zróżnicowane stylistycznie i gatunkowo i obejmują m.in. utwory psychologiczne, historyczne, a także powieści utrzymane w poetyce naturalizmu, czy nawet socrealizmu.
Był człowiekiem ukształtowanym przez tradycyjny, patriarchalny system wartości, zaś jego poglądy na życie stanowiły mieszankę nacjonalizmu i idealizmu. W okresie międzywojennym jako poseł do parlamentu, Sadoveanu był mocno zaangażowany w politykę. Niejednokrotnie zmieniał sympatie polityczne wahając się między ugrupowaniami reprezentującymi prawicowe i lewicowe poglądy polityczne. Jako redaktor lewicowych gazet Adevărul oraz Dimineața był celem ataków skrajnie prawicowej prasy, czego efektem było m.in. publiczne palenie jego książek. Po II wojnie światowej zbliżył się do Rumuńskiej Partii Komunistycznej, pisał utwory panegiryczne sławiące Związek Radziecki i system stalinowski. Był podówczas ważną postacią życia kulturalnego i politycznego Rumunii, choć jego utwory literackie z tego okresu, wliczając w to kontrowersyjną powieść Mitria Kokor, uważane są za najsłabsze w całej jego karierze pisarskiej. Wiele jego utworów i przemówień (m.in. wydany w 1945 r. tom reportaży z podróży po ZSRR Lumina vine de la Răsărit, pol. Światło idzie ze Wschodu) to teksty propagandowe, wspierające powojenną działalność rumuńskich komunistów.
W latach 1909–1918 dyrektor Teatru Narodowego w Jassach, natomiast od 1949 r. przewodniczący związku pisarzy rumuńskich.
Swemu zafascynowaniu kulturą ludową dał wyraz w opowiadaniach i powieściach, np. Bordeenii (1912), opisując życie we wsiach i małych miasteczkach Mołdawii. Napisał także m.in. powieść społeczno-obyczajową Zaginiony (1930, wydanie polskie 1960), oraz powieść dla młodzieży Wyspa Kwiatów (1951, wyd. pol. 1955).